# Macedonië op de Olympische Winterspelen 2018
Macedonië was een van de deelnemende landen aan de Olympische Winterspelen 2018 in Pyeongchang, Zuid-Korea.
Bij de zesde deelname van het land aan de Winterspelen werd ok voor de zesde keer deelgenomen in het alpineskiën en langlaufen, de enige twee olympische sportdiscipline waarin namens Macedonië werd deelgenomen. Van de drie deelnemers nam Antonio Ristevski voor de derde keer deel. Debutant Stavre Jada was de vlaggendrager bij de openingsceremonie.

## Deelnemers en resultaten
(m) = mannen, (v) = vrouwen 

### Alpineskiën
| Olympiër (deelname)   | Onderdeel        | Resultaat | Prestatie              |
| --------------------- | ---------------- | --------- | ---------------------- |
| Antonio Ristevski (3) | reuzenslalom (m) | DNF       | 1e run: niet gefinisht |
| Antonio Ristevski (3) | slalom (m)       | DNF       | 1e run: niet gefinisht |

### Langlaufen
| Olympiër             | Onderdeel             | Resultaat | Prestatie                        |
| -------------------- | --------------------- | --------- | -------------------------------- |
| Stavre Jada          | 15 km vrije stijl (m) | 99e       | 42.14,2 (+8.30,3)                |
| Stavre Jada          | sprint (m)            | 79e       | kwalificatie: 4.23,85 (+1.15,31) |
|                      |                       |           |                                  |
| Viktorija Todorovska | 10 km vrije stijl (v) | 85e       | 32.57,6 (+7.57,1)                |